# Indice harmonisé des prix à la consommation
Ne pas confondre avec l’indice des prix à la consommation harmonisé (IPCH) européen.
L'indice harmonisé des prix à la consommation (IHPC) des pays membres de l’UEMOA est un indice des prix à la consommation calculé de façon relativement comparable dans les pays membres de l’Union économique et monétaire ouest-africaine (Bénin, Burkina Faso, Côte d’Ivoire, Guinée-Bissau, Mali, Niger, Sénégal et Togo).

## Historique
L’IHPC a été créé par le règlement de l’UEMOA no 05/97/CM du 16 décembre 1997 et a remplacé l'indice des prix à la consommation africaine (IPC) calculé dans la principale agglomération de chaque pays membre de l’UEMOA. L’IHPC possédait une base plus récente, une nomenclature commune et internationale, et bénéficiait de pondérations actualisées (datant de 1996), d’une collecte des prix améliorée et de calculs plus précis.
Une rénovation de l’indice a été engagée depuis 2007 pour créer une meilleure série dite IHPC-2008.
Les États membres de la Communauté économique et monétaire de l'Afrique centrale (CEMAC) ont tous décidé de publier un indice harmonisé des prix à la consommation. Le Gabon est le premier État à le publier (base 2004).

## Caractéristiques
Les IHPC sont similaires aux indices des prix à la consommation usuels, avec quelques simplifications.

### Population de référence
La population de référence est constituée de l'ensemble des ménages africains résidant dans la principale agglomération de chaque État. Les ménages non africains et les ménages africains expatriés dont un des membres occupe un emploi dans une organisation internationale sont exclus du champ.

### Biens et services couverts
L’IHPC couvre la consommation finale des ménages au sens de la comptabilité nationale, mais limitée à la population de référence et excluant les achats de biens d’occasion et l’autoconsommation des ménages.

### Classifications
Les biens et services sont classés selon la Nomenclature de Consommation Ouest Africaine (NCOA), adoptée en mars 1995, directement dérivée de la nomenclature internationale COICOP (Classification of Individual Consumption by Purpose) et du Système de Comptabilité Nationale (SCN93, révision IV).
| n° | Intitulé                                                  | Poids  |
| -- | --------------------------------------------------------- | ------ |
| 01 | Produits alimentaires, boissons non alcoolisées           | 4 032  |
| 02 | Boissons alcoolisées, tabac et stupéfiants                | 117    |
| 03 | Articles d'habillement et chaussures                      | 1143   |
| 04 | Logement, eau, électricité, gaz et autres combustibles    | 1 686  |
| 05 | Meubles, articles de ménage et entretien courant du foyer | 661    |
| 06 | Santé                                                     | 191    |
| 07 | Transports                                                | 826    |
| 08 | Communications                                            | 205    |
| 09 | Loisirs et culture                                        | 402    |
| 10 | Enseignement                                              | 136    |
| 11 | Restaurants et hôtels                                     | 165    |
| 12 | Biens et services divers                                  | 436    |
|    | Ensemble                                                  | 10 000 |

Des indices peuvent être calculés pour divers sous-ensembles : produits frais, énergie, produits locaux, produits importés, biens non durables, biens semi-durables, biens durables, services, etc.

### Relevés des prix
Dans chaque État membre, les prix de plus de 300 variétés sont relevés le plus souvent mensuellement dans plusieurs centaines de points de vente (de 220 à plus de 500), soit de 3 000 à 4 000 relevés mensuels par État.

### Pondérations et calcul
Les pondérations du nouvel indice proviennent d'une enquête sur les dépenses des ménages réalisée en 1996 avec une méthodologie harmonisée auprès de 1 000 ménages de la principale agglomération de chaque État. Les calculs sont opérés au moyen d’un logiciel commun (CHAPO - Calcul Harmonisé des Prix par Ordinateur) qui assure un traitement harmonisé entre États membres. C’est un indice de type Laspeyre.
Un indice régional est calculé pour l’ensemble de l’UEMOA à partir des indices nationaux ; les pondérations sont celles de la consommation des ménages des agglomérations principales de chaque État.

## Insuffisances et améliorations apportées par l’IHPC 2008
- 1. L’indice ne couvre que les prix relevés dans la principale agglomération de chaque pays et ignore les variations de prix dans les autres agglomérations et les zones rurales.
- 2. La spécification des produits n’est pas toujours suffisamment précise. L’IHPC 2008 constitue une amélioration dans ce domaine.
- 3. L’échantillon de points d’observation des prix a été élargi pour inclure les nouveaux types de commerce, notamment les superettes et les supermarchés
- 4. Le nombre de variétés et de séries a été considérablement augmenté, d’environ 300 variétés environ à plus de 500 par État. La fréquence de collecte a été accrue, notamment pour les produits connaissant une forte volatilité des prix
- 5. Le traitement des produits saisonniers et de la saisonnalité des prix a été améliorée.
- 6. La classification NCOA-IHPC devrait être améliorée et assortie de nomenclatures secondaires (branche d’activité, type de point de vente, secteur formel ou informel…).
- 7. La capacité à prendre en compte les changements de qualité reste faible.
- 8. L’IHPC devrait apporter diverses améliorations techniques : suivi de produits « difficiles », questionnaires de collecte, etc.
- 9. La qualité des IHPC devrait être mieux suivie[2].